# Giro di Svizzera 1934
Il Giro di Svizzera 1934, seconda edizione della corsa, si svolse in sette tappe dal 25 agosto al 1º settembre 1934 su un percorso di 1 474,5 km con partenza e arrivo a Zurigo. Il corridore tedesco Ludwig Geyer si aggiudicò la corsa concludendola in 45h04'13".
Dei 56 ciclisti alla partenza arrivarono al traguardo in 38, mentre 18 si ritirarono.

## Tappe
| Tappa  | Data         | Percorso          | km     | Vincitore di tappa  | Leader cl. generale |
| ------ | ------------ | ----------------- | ------ | ------------------- | ------------------- |
| 1ª     | 25 agosto    | Zurigo > Davos    | 227,6  | Domenico Piemontesi | Domenico Piemontesi |
| 2ª     | 26 agosto    | Davos > Lugano    | 215,5  | Francesco Camusso   | Ludwig Geyer        |
| 3ª     | 27 agosto    | Lugano > Lucerna  | 205,4  | Paul Egli           | Ludwig Geyer        |
|        | 28 agosto    | giorno di riposo  |        |                     |                     |
| 4ª     | 29 agosto    | Lucerna > Losanna | 235,4  | Ludwig Geyer        | Ludwig Geyer        |
| 5ª     | 30 agosto    | Losanna > Berna   | 203    | Max Bulla           | Ludwig Geyer        |
| 6ª     | 31 agosto    | Berna > Basilea   | 161,6  | Adalino Mealli      | Ludwig Geyer        |
| 7ª     | 1º settembre | Basilea > Zurigo  | 226    | Jean Aerts          | Ludwig Geyer        |
| Totale | Totale       | Totale            | 1474,5 |                     |                     |

## Squadre partecipanti
Presero il via 56 dei 62 ciclisti iscrittisi in rappresentanza di otto squadre nazionali. Tra i forfait, quello dei due olandesi iscritti.
| N.    | Cod. | Squadra     |
| ----- | ---- | ----------- |
| 1-8   | BEL  | Belgio      |
| 9-16  | DEU  | Germania    |
| 17-24 | FRA  | Francia     |
| 25-33 | ITA  | Italia      |
| 34-37 | ESP  | Spagna      |
| 38-39 | HOL  | Paesi Bassi |
| 40-41 | AUT  | Austria     |
| 42-62 | SUI  | Svizzera    |

## Dettagli delle tappe

### 1ª tappa
- 25 agosto: Zurigo > Davos – 227,6 km

Risultati
| Pos. | Corridore           | Squadra  | Tempo    |
| ---- | ------------------- | -------- | -------- |
| 1    | Domenico Piemontesi | Italia   | 6.20'11" |
| 2    | Ludwig Geyer        | Germania | a 1'52"  |
| 3    | Antonio Prior       | Spagna   | a 4'40"  |

### 2ª tappa
- 26 agosto: Davos > Lugano – 215,5 km

Risultati
| Pos. | Corridore         | Squadra  | Tempo    |
| ---- | ----------------- | -------- | -------- |
| 1    | Francesco Camusso | Italia   | 7.25'46" |
| 2    | Paul Egli         | Svizzera | a 3'22"  |
| 3    | Hermann Buse      | Germania | a 4'03"  |

### 3ª tappa
- 27 agosto: Lugano > Lucerna – 205,4 km

Risultati
| Pos. | Corridore      | Squadra  | Tempo    |
| ---- | -------------- | -------- | -------- |
| 1    | Paul Egli      | Svizzera | 6.50'41" |
| 2    | Antoine Dignef | Belgio   | s.t.     |
| 3    | Hermann Buse   | Germania | s.t.     |

### 4ª tappa
- 29 agosto: Lucerna > Losanna – 235,4 km

Risultati
| Pos. | Corridore    | Squadra  | Tempo    |
| ---- | ------------ | -------- | -------- |
| 1    | Ludwig Geyer | Germania | 7.11'18" |
| 2    | Léon Level   | Francia  | a 17"    |
| 3    | Karl Bossard | Svizzera | a 6.33"  |

### 5ª tappa
- 30 agosto: Losanna > Berna – 203 km

Risultati
| Pos. | Corridore        | Squadra | Tempo    |
| ---- | ---------------- | ------- | -------- |
| 1    | Max Bulla        | Austria | 5.51'45" |
| 2    | François Gardier | Belgio  | s.t.     |
| 3    | Antoine Dignef   | Belgio  | s.t.     |

### 6ª tappa
- 31 agosto: Berna > Basilea – 161,6 km

Risultati
| Pos. | Corridore       | Squadra  | Tempo    |
| ---- | --------------- | -------- | -------- |
| 1    | Adalino Mealli  | Italia   | 4.15'19" |
| 2    | Alfred Bula     | Svizzera | s.t.     |
| 3    | Oskar Thierbach | Germania | s.t.     |

### 7ª tappa
- 1º settembre: Basilea > Zurigo – 226 km

Risultati
| Pos. | Corridore          | Squadra  | Tempo    |
| ---- | ------------------ | -------- | -------- |
| 1    | Jean Aerts         | Belgio   | 6.33'15" |
| 2    | Adrien Buttafocchi | Francia  | s.t.     |
| 3    | Alfred Büchi       | Svizzera | s.t.     |

## Classifiche finali

### Classifica generale
| Pos. | Corridore         | Squadra  | Tempo     |
| ---- | ----------------- | -------- | --------- |
| 1    | Ludwig Geyer      | Germania | 45h04'13" |
| 2    | Léon Level        | Francia  | a 5'39"   |
| 3    | Francesco Camusso | Italia   | a 8'45"   |
| 4    | Hermann Buse      | Germania | a 37'56"  |
| 5    | François Gardier  | Belgio   | a 39'10"  |
| 6    | Jean Aerts        | Belgio   | a 45'03"  |
| 7    | Henri Garnier     | Belgio   | a 48'28"  |
| 8    | Karl Bossard      | Svizzera | a 48'42"  |
| 9    | Oskar Thierbach   | Germania | a 49'46"  |
| 10   | Mario Cipriani    | Italia   | a 50'32"  |

### Classifica scalatori
| Pos. | Corridore         | Squadra  | Punti |
| ---- | ----------------- | -------- | ----- |
| 1    | Francesco Camusso | Italia   | 50    |
| 2    | Ludwig Geyer      | Germania | 40    |
| 3    | Léon Level        | Francia  | 36    |
| 4    | Henri Garnier     | Belgio   | 21    |
| 5    | François Adam     | Belgio   | 20    |

### Classifica a squadre
| Pos. | Squadra  | Tempo      |
| ---- | -------- | ---------- |
| 1    | Germania | 136h40'21" |
| 2    | Italia   | a 23'20"   |
| 3    | Belgio   | a 44'59"   |
| 4    | Francia  | a 48'24"   |
| 5    | Svizzera | a 1h11'43" |